# 王繼洛
王繼洛（1507年—？），字希程，號東圃，河南開封府鄭州人，民籍，明朝政治人物。

## 生平
嘉靖十三年（1534年）甲午科河南鄉試第三十四名舉人。嘉靖二十年（1541年）中式辛丑科會試第一百八十一名，登第三甲第八十四名進士。初授大理寺评事，历寺正，升江西按察司佥事，以丁母忧居乡守制，与州守徐恕纂修《鄭州志》。三十四年官湖廣參議，從趙文華剿倭寇，升陕西分巡西宁道副使，歷官山西按察使，四十三年二月升本省右布政使，四十四年十二月升都察院右佥都御史、巡抚山西，隆庆元年（1567年）十月因山西石州军事失利被逮問，二年二月被谪戍边。

## 家族
曾祖王琮；祖父王治；父王鍊，母楊氏。慈侍下。兄王继濂。